# Cheliomyrmex
Cheliomyrmex este un gen de furnici militare din subfamilia Dorylinae din America Centrală. În America Centrală, C. morosus este cunoscut din Mexic până în Honduras și Panama. C. andicola, C. audax, C. ursinus si C. megalonyx sunt cunoscuți din Columbia și mai departe în America de Sud.

## Specii
- Cheliomyrmex andicola Emery, 1894
- Cheliomyrmex audax Santschi, 1921
- Cheliomyrmex megalonyx Wheeler, 1921
- Cheliomyrmex morosus (Smith, 1859)